# Личицы
Личицы (бел. Лічыцы) — деревня в Субочском сельсовете Волковысского района Гродненской области Белоруссии. Население 48 человек (2009).

## География
Деревня расположена на левом берегу реки Россь в 5 км к северо-западу от центра Волковыска. Чуть западнее находится деревня Колонтаи.

## История
Деревня известна с XVII века. Около 1642 года здесь построена деревянная Троицкая церковь.
В результате третьего раздела Речи Посполитой (1796) Личицы оказались в составе Российской империи, в Волковысском уезде Гродненской губернии. В 1796 году имение принадлежало Зигмунту Грабовскому из рода Грабовских, бывшему кравчему Великого княжества Литовского. В 1836 году — деревня насчитывала 5 дворов и 22 жителя. В 1914 году — 39 дворов и 222 жителя.
В 1871 году на западной окраине деревни, иными словами между деревнями Личицы и Колонтаи построена каменная Крестовоздвиженская церковь. Стоявшая на этом месте деревянная Троицкая церковь XVII века была перенесена на кладбище.
Согласно Рижскому мирному договору (1921) Личицы оказались в составе межвоенной Польской Республики, в Волковысском повете Белостокского воеводства. С 1939 году в составе БССР.

## Достопримечательности
- Руины деревянной Троицкой церкви на кладбище, XVII век (дерев.; руины) 1642 г.?
- Крестовоздвиженская церковь, 1871 год
- Часовня-надмогилье Грабовских, XIX век
- Хозпостройка бывшей дворянской усадьбы, XIX век
- Кладбище солдат 1 мировой войны[1]